# Österreichische Badmintonmeisterschaft 2017
Die Österreichische Badmintonmeisterschaft 2017 fand vom 3. bis zum 5. Februar 2017 in Wien statt. Es war die 60. Auflage der Meisterschaften.

## Medaillengewinner
| Disziplin    | Gold                            | Silber                          | Bronze                          |
| ------------ | ------------------------------- | ------------------------------- | ------------------------------- |
| Herreneinzel | Luka Wraber                     | Vilson Vattanirappel            | Wolfgang Gnedt                  |
| Herreneinzel | Luka Wraber                     | Vilson Vattanirappel            | Leon Seiwald                    |
| Dameneinzel  | Jenny Ertl                      | Katharina Hochmeir              | Raphaela Winkler                |
| Dameneinzel  | Jenny Ertl                      | Katharina Hochmeir              | Martina Nöst                    |
| Herrendoppel | Jürgen Koch Peter Zauner        | Dominik Stipsits Roman Zirnwald | Daniel Graßmück Luka Wraber     |
| Herrendoppel | Jürgen Koch Peter Zauner        | Dominik Stipsits Roman Zirnwald | Fabian Steurer René Nichterwitz |
| Damendoppel  | Serena Au Yeong Sabrina Herbst  | Anna Demmelmayer Jenny Ertl     | Natalie Herbst Nina Sorger      |
| Damendoppel  | Serena Au Yeong Sabrina Herbst  | Anna Demmelmayer Jenny Ertl     | Julia Herndlhofer Isabel Delueg |
| Mixed        | Roman Zirnwald Sonja Langthaler | Leon Seiwald Antonia Meinke     | Jakob Sorger Sabrina Herbst     |
| Mixed        | Roman Zirnwald Sonja Langthaler | Leon Seiwald Antonia Meinke     | René Nichterwitz Anna Hagspiel  |

## Herreneinzel
- Marian Gratzer – Kaspar Semerl: 21-14 21-15
- Florian Baumgartner – Christian Hartner: 18-21 21-17 21-13
- Luka Wraber – Philipp Haidinger: w.o.
- Fabian Steurer – Simon Ofner: 21-12 21-11
- Markus Zvonek – Johannes Schöll: 21-15 21-19
- Wolfgang Gnedt – Simon Hundsbichler: w.o.
- Lukas Windischberger – Richard Schneeberger: 21-17 21-16
- Markus Schaller – Tobias Garcia-Navas: 21-4 21-13
- Lukas Weissenbäck – Erik Seiwald: 21-10 21-13
- Peter Hofmann – Gernot Hörhager: 21-17 21-15
- Philipp Drexler – Erik Gebeshuber: 21-9 21-13
- Lukas Rebhandl – Christian Gstrein: 21-15 21-7
- Marian Gratzer – Jannik Maczejka: 15-21 21-11 22-20
- Heimo Götschl – Lukas Fröhlich: 21-15 21-16
- Leon Seiwald – Kilian Meusburger: 21-5 21-13
- Florian Baumgartner – Jürgen Schuster: 21-17 21-19
- Rüdiger Gnedt – Andrej Serov: 21-12 21-13
- Vilson Vattanirappel – Luca Froschauer: 21-4 21-1
- Philipp Drexler – Benjamin Schlemmer: 21-18 21-19
- Fabian Steurer – Markus Zvonek: 21-5 21-11
- Wolfgang Gnedt – Lukas Windischberger: 21-16 21-14
- Lukas Weissenbäck – Marian Gratzer: 21-16 21-8
- Luka Wraber – Lukas Rebhandl: 21-10 21-11
- Markus Schaller – Philipp Drexler: 19-21 21-16 21-15
- Leon Seiwald – Heimo Götschl: 22-20 21-6
- Rüdiger Gnedt – Florian Baumgartner: 21-8 21-12
- Vilson Vattanirappel – Peter Hofmann: 21-5 21-2
- Luka Wraber – Fabian Steurer: 21-10 21-11
- Wolfgang Gnedt – Markus Schaller: 21-12 21-8
- Leon Seiwald – Lukas Weissenbäck: 21-12 21-15
- Vilson Vattanirappel – Rüdiger Gnedt: 21-16 21-16
- Luka Wraber – Vilson Vattanirappel: 21-13 21-12
- Luka Wraber – Wolfgang Gnedt: 21-10 21-15
- Vilson Vattanirappel – Leon Seiwald: 16-21 21-11 21-16

## Dameneinzel
- Laura Hauser – Lena Zinganell: 21-14 17-21 21-14
- Alexandra Mathis – Barbara Galos: 21-7 21-17
- Sabrina Herbst – Isabel Delueg: 21-14 17-21 22-20
- Martina Nöst – Sonja Langthaler: 21-14 15-21 21-18
- Raphaela Winkler – Natalie Herbst: 21-17 15-21 21-15
- Nina Sorger – Miriam Benecke: 21-6 21-10
- Bianca Schiester – Alexandra Mathis: 21-17 16-21 21-17
- Jenny Ertl – Nadine Reiter: 21-8 21-13
- Serena Au Yeong – Laura Hauser: 21-17 21-15
- Sabrina Herbst – Janine Lais: 11-5 Aufgabe
- Martina Nöst – Carina Meinke: 19-21 22-20 21-19
- Raphaela Winkler – Susanne Schuster: 21-16 21-14
- Jana Haas – Nina Sorger: 21-15 14-21 21-11
- Katharina Hochmeir – Veronika Rybska: 21-14 21-12
- Jenny Ertl – Serena Au Yeong: 21-16 21-10
- Martina Nöst – Sabrina Herbst: 15-21 21-14 21-11
- Raphaela Winkler – Bianca Schiester: 21-10 21-12
- Katharina Hochmeir – Jana Haas: 21-13 20-22 21-15
- Jenny Ertl – Katharina Hochmeir: 18-21 21-6 21-13
- Jenny Ertl – Martina Nöst: 21-14 21-4
- Katharina Hochmeir – Raphaela Winkler: 23-21 17-21 21-15

## Herrendoppel
- Dominik Stipsits / Roman Zirnwald – Lukas Fröhlich / Andrej Serov: 21-15 21-12
- Daniel Walchshofer / Harald Hochgatterer – Jannik Maczejka / Simon Ofner: 21-18 21-11
- Fabian Steurer / René Nichterwitz – Lukas Rebhandl / Simon Rebhandl: 21-18 21-7
- Jakob Sorger / Philip Birker – Paul Demmelmayer / Lukas Weissenbäck: w.o.
- Erik Seiwald / Richard Schneeberger – Marian Gratzer / Gernot Hörhager: 21-14 21-15
- Luka Wraber / Daniel Graßmück – Luca Froschauer / Kilian Meusburger: 21-8 21-8
- Philip Katsaros / Florian Baumgartner – Christoph Gschwandtner / Wolfgang Kammel: 21-11 21-5
- Peter Zauner / Jürgen Koch – Christian Hartner / Markus Schaller: 21-4 21-5
- Roman Zirnwald / Dominik Stipsits – Harald Hochgatterer / Daniel Walchshofer: 21-12 21-8
- Fabian Steurer / René Nichterwitz – Richard Schneeberger / Erik Seiwald: 21-19 22-20
- Luka Wraber / Daniel Graßmück – Philip Birker / Jakob Sorger: 21-16 21-16
- Peter Zauner / Jürgen Koch – Florian Baumgartner / Philip Katsaros: 21-14 24-22
- Peter Zauner / Jürgen Koch – Dominik Stipsits / Roman Zirnwald: 14-21 21-11 21-15
- Roman Zirnwald / Dominik Stipsits – René Nichterwitz / Fabian Steurer: 21-13 21-15
- Peter Zauner / Jürgen Koch – Daniel Graßmück / Luka Wraber: 21-11 21-14

## Damendoppel
- Antonia Meinke / Janine Lais – Bianca Schiester / Raphaela Winkler: 22-20 16-21 21-9
- Leonie Tanriöver / Iris Freimüller – Jana Haas / Nadine Reiter: 21-17 21-11
- Sabrina Herbst / Serena Au Yeong – Anna Hagspiel / Alexandra Mathis: 23-21 21-13
- Jenny Ertl / Anna Demmelmayer – Laura Hauser / Lena Zinganell: 21-8 21-6
- Julia Herndlhofer / Isabel Delueg – Janine Lais / Antonia Meinke: 21-18 21-19
- Nina Sorger / Natalie Herbst – Iris Freimüller / Leonie Tanriöver: 12-21 21-14 21-15
- Sabrina Herbst / Serena Au Yeong – Katharina Hochmeir / Carina Meinke: 19-21 21-13 21-14
- Sabrina Herbst / Serena Au Yeong – Anna Demmelmayer / Jenny Ertl: 21-15 18-21 21-14
- Jenny Ertl / Anna Demmelmayer – Isabel Delueg / Julia Herndlhofer: 21-14 21-14
- Sabrina Herbst / Serena Au Yeong – Natalie Herbst / Nina Sorger: 21-17 21-14

## Mixed
- Lukas Rebhandl / Nadine Reiter – Jürgen Schuster / Susanne Schuster: 21-12 21-15
- Simon Rebhandl / Iris Freimüller – Philipp Drexler / Serena Au Yeong: 22-20 18-21 21-12
- Kilian Meusburger / Raphaela Winkler – Benjamin Schlemmer / Natalie Herbst: 21-15 21-17
- Roman Zirnwald / Sonja Langthaler – Lukas Fröhlich / Katharina Hochmeir: 21-7 21-18
- Andrej Serov / Jana Haas – Philip Birker / Nina Sorger: 15-21 21-14 21-19
- René Nichterwitz / Anna Hagspiel – Georg Cejnek / Julia Herndlhofer: 21-12 21-13
- Leon Seiwald / Antonia Meinke – Peter Zauner / Janine Lais: 20-22 21-18 21-17
- Jakob Sorger / Sabrina Herbst – Lukas Weissenbäck / Anna Demmelmayer: 21-18 21-13
- Lukas Rebhandl / Nadine Reiter – Christian Hartner / Martina Nöst: 17-21 21-12 21-7
- Simon Rebhandl / Iris Freimüller – Luca Froschauer / Lena Zinganell: 21-9 21-8
- Philip Katsaros / Isabel Delueg – Kilian Meusburger / Raphaela Winkler: 21-14 21-15
- Roman Zirnwald / Sonja Langthaler – René Nichterwitz / Anna Hagspiel: 21-18 21-15
- Leon Seiwald / Antonia Meinke – Jakob Sorger / Sabrina Herbst: 21-13 23-21
- Roman Zirnwald / Sonja Langthaler – Andrej Serov / Jana Haas: 21-19 21-16
- René Nichterwitz / Anna Hagspiel – Lukas Rebhandl / Nadine Reiter: 17-21 21-14 21-18
- Leon Seiwald / Antonia Meinke – Simon Rebhandl / Iris Freimüller: 21-19 19-21 21-19
- Jakob Sorger / Sabrina Herbst – Philip Katsaros / Isabel Delueg: 22-20 21-16
- Roman Zirnwald / Sonja Langthaler – Leon Seiwald / Antonia Meinke: 21-17 21-12